# Berkemann (Unternehmen)
Berkemann GmbH & Co. KG ist ein Hersteller von Bequem-  und Gesundheitsschuhen sowie Produkten zur Fußgesundheit. 1885 in Hamburg von dem Schuhmacher Heinrich Adolf Berkemann gegründet, war das Unternehmen ursprünglich ein Schuhhersteller und Orthopädiebetrieb. Seit 2005 ist der Unternehmenssitz in Zeulenroda-Triebes (Thüringen) angesiedelt.

## Geschichte
Am 8. Juli 1885 gründete Heinrich Adolf Berkemann in Hamburg die Firma Berkemann und begann, bequeme Schuhe herzustellen. 1903 stellte er die erste industriell gefertigte und serienmäßig hergestellte orthopädische Einlage her und präsentierte sie auf der Hamburger Schuhmacher-Fachausstellung.
Nach dem Tod von Heinrich Adolf Berkemann übernahmen 1923 Walter und Hans Berkemann das Unternehmen ihres Vaters und machten es zu einem Hersteller von Gesundheitsschuhen und orthopädischen Hilfsmitteln. Ab 1932 wurde die monatliche Firmenzeitung „Brücke“ herausgegeben (welche bis Mai 1997 veröffentlicht wurde) und der Unternehmenssitz in ein siebenstöckiges Büro- und Fabrikhaus in der Hamburger Gerhofstraße verlegt.

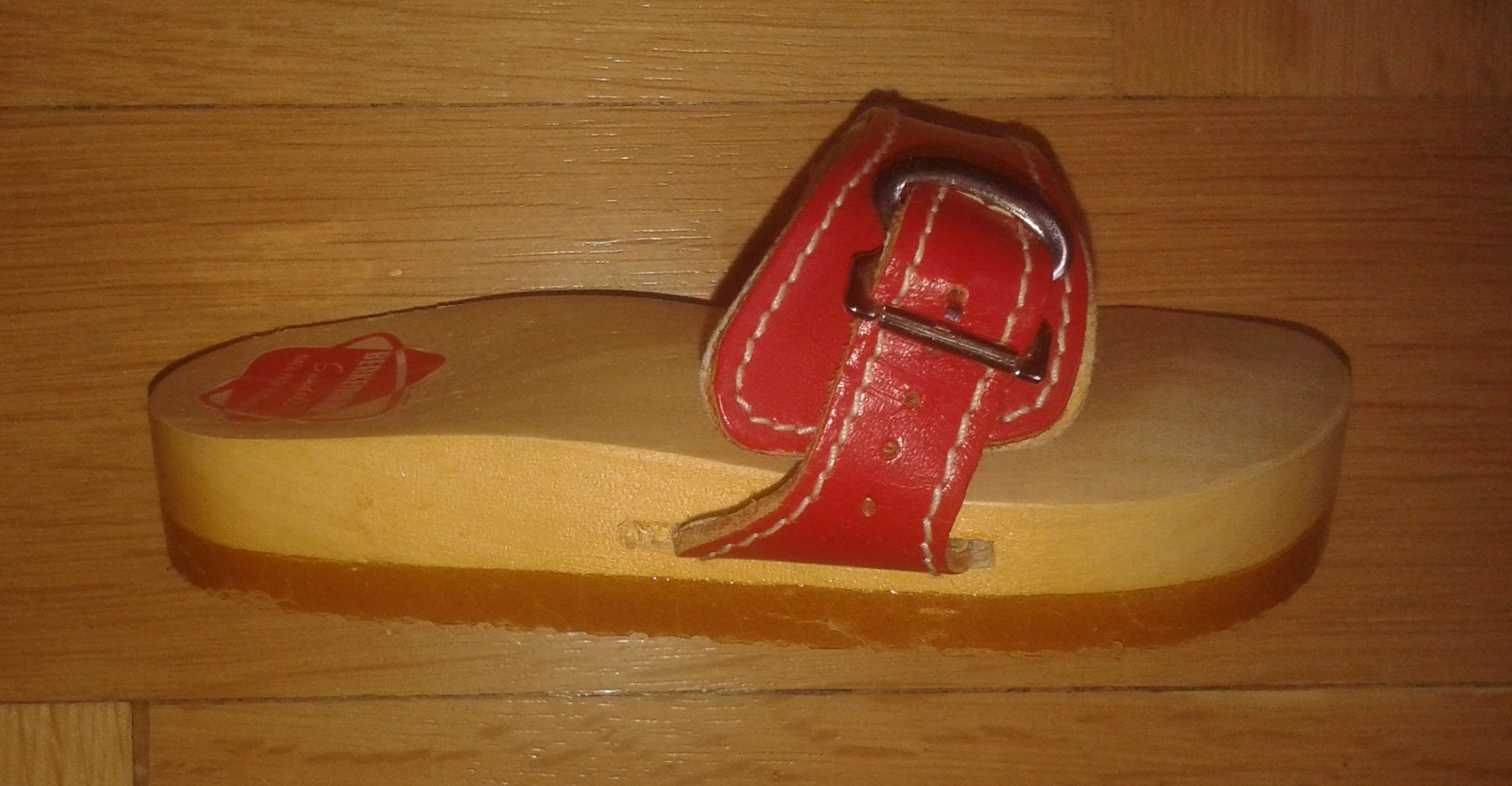
Berkemann-Gymnastiksandale für Kinder (Schuhgröße 23), um 1970.

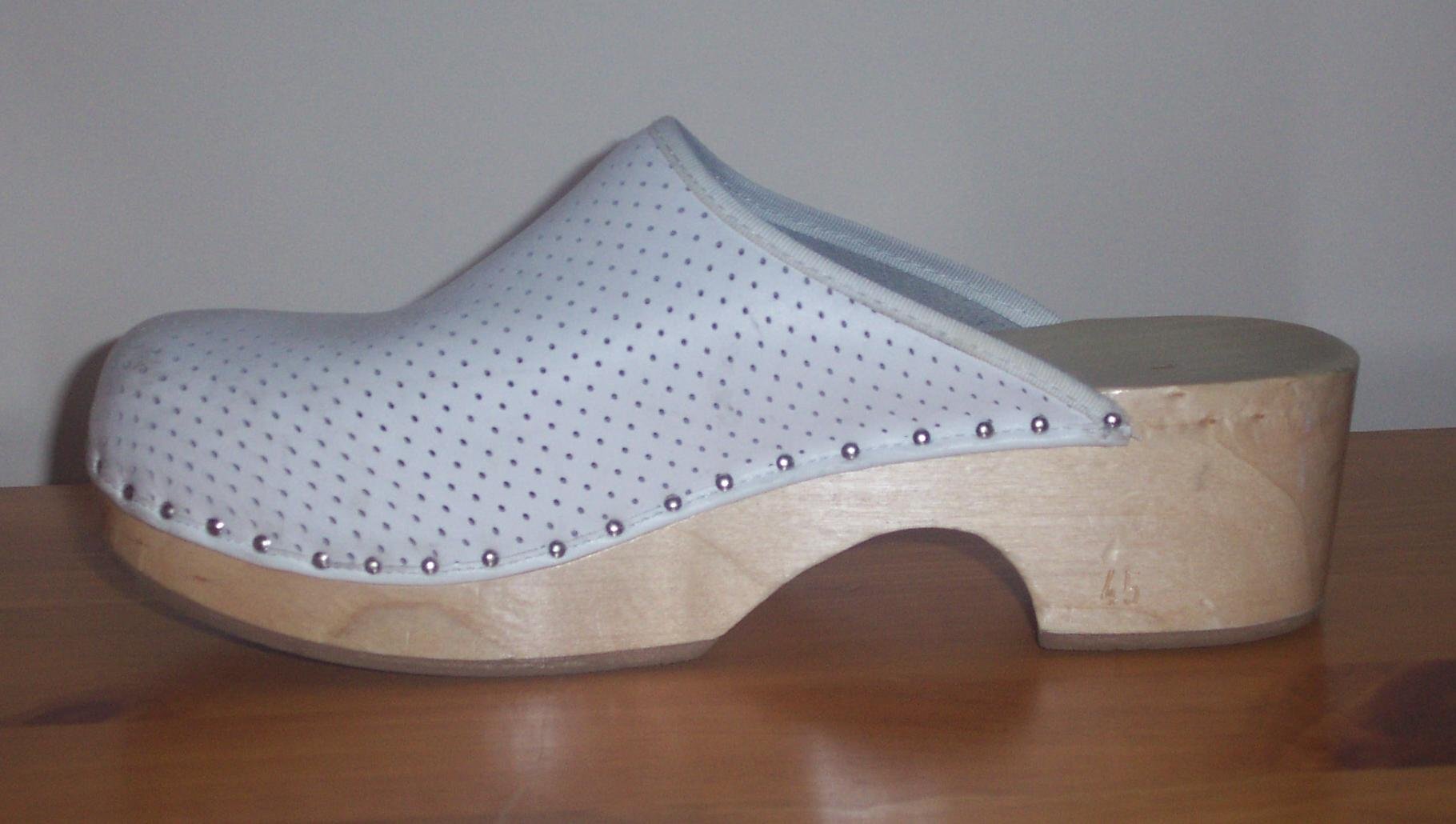
Clog Toeffler

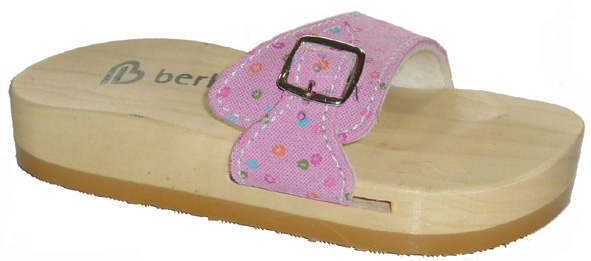
Gymnastiksandale (neueres Modell)

Im Jahr 1955 wurde Berkemann durch die von Wilhelm Thomsen (1901–1974) weiterentwickelte Fußgymnastiksandale bekannt, eine einfache Sandale mit einer Holzsohle, auf der der Fuß nur durch einen Querriemen gehalten wird, der über den Zehengrundgelenken gespannt ist. Die Sandale verfügt über ein anatomisch geformtes, dem menschlichen Fuß nachempfundenes und funktional-orthopädisch optimiertes Fußbett; ursprünglich gedacht als prophylaktisches Schuhwerk gegen Fußfehlstellungen bei Kindern im frühen Laufalter, wurde sie auch für Erwachsene gefertigt und fand weite Verbreitung.
1964 brachte die Firma den Toeffler auf den Markt, einen Clog, mit dicker Holzsohle, der an den Zehen geschlossen ist. Als Clogs vor allem Ende der 1970er und Anfang der 1980er Jahre in Mode kamen, wurde der Toeffler zum Verkaufsschlager und das Unternehmen expandierte. Als Reaktion auf den Erfolg der Berkemann Fußgymnastik-Sandalen und des Toefflers wurden 1970 ein Werk in Steinalben (Rheinland-Pfalz) sowie weitere Produktionsstätten, unter anderem in Österreich und Lateinamerika, errichtet.
Mit dem Abflauen des Clog-Trends in den 1990er Jahren wurde das bisherige Familienunternehmen verkauft. 1994 wurde Berkemann von der Bauerfeind AG in Zeulenroda-Triebes – ein Hersteller von Bandagen und therapeutischen Hilfsmitteln – übernommen. Der Bereich der Berkemann-Orthopädie wurde in Bauerfeind Fußorthopädie umbenannt und hat seinen Sitz in Remscheid. Die Schuhsparte bleibt als Marke und gesellschaftsrechtlich eigenständig bestehen und ist inzwischen nur noch über gemeinsame Gesellschafter mit der Bauerfeind AG verbunden. 1995 erwarb der Berkemann-Schuhbereich in Ungarn ein eigenes Werk.
Anfang 2004 führte Berkemann die Berkilette auf dem Markt ein, eine modernisierte Version der Gymnastiksandale. Im Gegensatz zum Ursprungsmodell besitzt sie leichteres Holz, neue Fußriemen und eine zusätzliche Dämpfung durch technische Weiterentwicklungen und neue Materialien. Berkemann war offizieller Ausstatter der deutschen Olympiamannschaften bei den Olympischen Sommerspielen in Athen 2004 und den Olympischen Winterspielen in Turin 2006.
Im Oktober 2007 bezog Berkemann neue eigene Firmenräume in der Greizer Straße in Zeulenroda-Triebes. Auf Grund steigender Mitarbeiterzahlen verlegte das Unternehmen Anfang 2011 den Firmensitz in eine alte Möbelfabrikanten-Villa an der Albin-May-Straße.